# Цианид аммония
Цианид аммония — неорганическое химическое соединение, 
соль аммония и синильной кислоты с формулой NH4CN,
бесцветные кристаллы,
растворяется в воде. Весьма токсичен.

## Получение
- Пропускание цианистого водорода через раствор аммиака, или при пропускании через раскалённый уголь аммиака так же образуется цианистый аммоний:

{\displaystyle {\mathsf {HCN+NH_{3}\ {\xrightarrow {}}\ NH_{4}CN}}\qquad {\mathsf {C+NH_{3}\ {\xrightarrow {}}\ NH_{4}CN}}}
- Обменными реакциями:

{\displaystyle {\mathsf {Ca(CN)_{2}+(NH_{4})_{2}CO_{3}\ {\xrightarrow {}}\ 2NH_{4}CN+CaCO_{3}\downarrow }}}

## Физические свойства
Цианид аммония образует бесцветные кристаллы
тетрагональной сингонии,
пространственная группа P 42/mcm,
параметры ячейки a = 0,416 нм, c = 0,761 нм, Z = 8.
Растворяется в холодной воде, полностью гидролизуется в горячей.
Раствор имеет слабощелочную реакцию.

## Химические свойства
- Разлагается при незначительном нагревании:

{\displaystyle {\mathsf {NH_{4}CN\ {\xrightarrow {36^{o}C}}\ NH_{3}+HCN}}}

## Применение
- Реагент в органическом синтезе.

## Биологическая роль
Цианид аммония, как и все цианиды, чрезвычайно ядовит. ЛД50 на крысах - 14,67 мг/кг при пероральном введении. ПДК в рабочей зоне - 0,3 мг/м³ в пересчёте на HCN.